# مولاره
مولاره (انگلیسی: Molare) یک کومونه در ایتالیا است که در استان آلساندریا واقع شده‌است.

## خصوصیات
مولاره ۳۲٫۸ کیلومترمربع مساحت و ۲۱۰۱ نفر جمعیت دارد.